# 诺夫勒-欧韦尔尼
诺夫勒-欧韦尔尼（法語：Neaufles-Auvergny，法語發音：[nofl ovɛʁɲi]）是法国厄尔省的一个市镇，位于该省南部偏西，属于埃夫勒区。该市镇于1965年由原市镇诺夫勒（Neaufles）和欧韦尔尼（Auvergny）合并而成。

## 地理
诺夫勒-欧韦尔尼（48°51'55"N, 0°44'5"E）面积17.35 平方千米，位于法国诺曼底大区厄尔省，该省份为法国北部内陆省份，北起滨海塞纳省，西接奧恩省和卡爾瓦多斯省，南至厄尔-卢瓦省，东临瓦兹省、瓦兹河谷省和伊夫林省。
与诺夫勒-欧韦尔尼接壤的市镇（或旧市镇、城区）包括：昂伯奈、莱博德布勒特伊、布瓦诺尔芒德-普雷利尔、莱博特罗、新利尔、旧利尔。
诺夫勒-欧韦尔尼的时区为UTC+01:00、UTC+02:00（夏令时）。

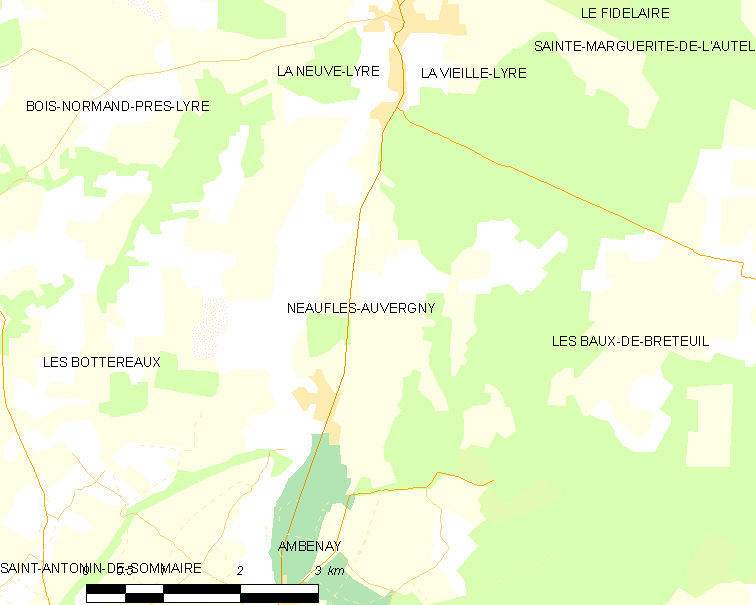
诺夫勒-欧韦尔尼的OSM定位图

## 行政
诺夫勒-欧韦尔尼的邮政编码为27250，INSEE市镇编码为27427。

## 政治
诺夫勒-欧韦尔尼所属的省级选区为布勒特伊县。

## 人口

1962-2008年间诺夫勒-欧韦尔尼人口变化图示

诺夫勒-欧韦尔尼于2022年1月1日时的人口数量为413人。